# أحمد الجميري
أحمد يوسف الجميري (ولد في 1947 في المحرق، البحرين) مغني وملحن بحريني.

## النشأة والتعليم
ولد الجميري في عام 1947 في المحرق شمال غرب البحرين. نشأ في بيت جده سعد عمران الجميري بمدينة المحرق مقابل مدرسة الهداية الخليفية في فريج العمامرة.
حصل على شهادة البكالوريوس في الموسيقى من المعهد العالي للموسيقى بالقاهرة عاصمة مصر في العام 1977.

## المسيرة الفنية
بدأ حب الجميري إلى الغناء بعد فترة من انغماسه بالاستماع إلى الفن الأصيل من المطربين الكبار من البحريني أمثال محمد بن فارس ومحمد زويد وغيره الكثير وكانت أول خطوة له هي من دندنته لأغاني في المدرسة حيث أعجب بصوته مدرس الفنون التشكيلية في مدرسة الهداية الخليفية في الصف الأول أو الثاني ثانوي في ذلك الوقت لي هو ثاني إعدادي الأستاذ خميس الشروقي من الحد وعندما استمع له عدة مرات قدمه إلى عتيق سعيد الذي كان يعد برنامج في إذاعة البحرين اسمه ركن الأشبال وكان هذا البرنامج أسبوعي وهو برنامج للأطفال يقدم مواهب الأطفال وكان أول ما قدمه على الإذاعة هي أغنية لعبد الحليم حافظ وأرسل المستمعين للإذاعة رسائل تشيد به وطلبوا إعادة إشراكه في حلقة أخرى وفعلا قدم الجميري حلقة أخرى في هذا البرنامج إلى أن جمعته الصدفة مع الفنان المصري محرم فؤاد وقام الجميري بأداء أغنية لفؤاد وهي يا نسمة الخليج وأشاد فؤاد بموهبة الجميري فبدأ احتكاكه بالموسيقيين البحرينيين الذي كانت فرقة هواة الفن قد انفصل عنها بعض الفنانين الموسيقين بقيادة أحمد الفردان وعيسى جاسم وكونوا فرقة اسمها فرقة الأنوار وكانوا يجوبون البحرين يبحثون عن موسيقيين ومغنيين ليشتركوا في هذه الفرقة فمن ضمن الأعضاء الجدد في الفرقة محمد جمال عازف كمان وعبد العزيز الشروقي وخميس الشروقي فأخذوه معهم إلى الفرقة وكان المطرب أحمد ياسين يغني أغنية ويعملون عليها تدريبات ويوم من الأيام غاب ياسين وانتظروه وكانو متوترين فقال لهم أنا ممكن أن أغني لأنني حفظتها من كثر ما سمعتها في البروفات فغناها واستمع إليه الفردان وجاسم وانتبهوا أن صوته جميل جدا فقررا فورا العثور على كلمات وتلحينها ليأديها في الإذاعة. وتم العثور على كلمات من تأليف عيسى بن راشد آل خليفة بعنوان «أسمر ولقاني» ولحنوها له وسجلوها له في إذاعة البحرين وتطوع الفردان أن يسجلها على إسطوانة لحسابه الخاص وطبعت على الإسطوانة في سنة 1964. ثم تشجع الجميري للقيام بالتلحين لصالحه وكانت أول أغنية يلحنها لنفسه على إيقاع الفن البحريني ومن كلمات عتيق سعيد وكانت الإنطلاقة.
من خلال الممارسة والاستماع والاطلاع كان الجميري طالب في المرحلة الثانوية وكان في العطلة الصيفية البالغة ثلاثة أشهر يعمل في الجمارك وكان معه شخص اسمه محمد المنصور كان يدرس الموسيقى بنوته عند مدرب في المنامة وكان يجلس معه ويأخد النوتة من عنده ويتعلم من عنده ثم يذهب إلى البيت لتطبيقها على آلة العود ثم انتقل إلى آلة أكورديون وكان يعزف عليها بالنوتة ثم بدأ بمتابعة الأغاني التي كان يحبها لعبد الحليم حافظ بأكورديون مع محاولة عزفها وتتبع النوتة الموسيقية.
في عام 1965 عندما خدثت انتفاضة مارس وكان قد أنهى الدراسة الثانوية في ذلك الوقت قدمه والده في شركة نفظ البحرين (بابكو) على أساس أن الشركة كانوا محتاجين إلى 6 أشخاص يبعثونهم لدراسة هندسة البترول في المملكة المتحدة فاختاروا 10 أشخاص ليدرسوا الثانوية العامة مرة ثانية باللغة الإنجليزية واحضروا لهم معلمين متخصصين لجميع مقررات الثانوية العلمية للحصول على شهادة معادلة لكي تقبلهم الأكاديمية وفي عام 1967 بعد ما قامت حرب 1967 بن إسرائيل والعرب الي حواليها كان محمد جمال زميله قد عزما على الذهاب إلى القاهرة فكان محمد جمال قد سافر أولا واستطاع استخراج قبوله وقبول الجميري في المعهد العالي للموسيقى ثم أرسل له رسالة يخبره فيها أنه تم قبوله قرر الجميري مفاتحة والده في هذا الأمر الذي اعترض في البداية ولكنه وافق في آخر الأمر وسافر إلى القاهرة في 10 أكتوبر 1967 والتحق بالمعهد.
أتيحت الفرصة للجميري تسجيل أغانيه في الكويت وكان أول أغنية سجلها هي «يا مرحبتين كبار» كلمات حسن كمال وألحانه. عندما كان في الكويت كان يسجل مع الفرقة بدون تكاليف ويعطونه أموال على العمل الذي يقوم به ويعطونه الأغاني مسجلة لإهدائها إلى إذاعة البحرين فكانت هذه المبالغ التي كان يحصل عليها من عندهم تعينه على الدراسة كذلك إذاعة الأغاني كانت تساعد على انتشاره وتزيد من رصيده الغنائي ففي السنة الثانية قدم عيسى بن راشد آل خليفة أغنيتين له وهما يالزينة ذكريني وآسف الله تغرينا والسنة الثالثة قدم لعبد الرحمن رفيع خضر نشلج على عودج تزينينه ولا يزينج واستمر في التسجيل في الكويت إلى أن جاء عام 1971 استقلال البحرين فكلفه عيسى بن محمد آل خليفة رئيس دائرة الإعلام أن يسجل أغاني في القاهرة بمناسبة العيد الوطني فأول مرة بدأ بتسجيل الأغاني في القاهرة بسبب أنه لا يوجد ستوديو لتسجيل الأغاني في البحرين.
في سنة 1974 كان في دورة كأس الخليج العربي 3 في الكويت وكان تلفزيون الكويت لأول مرة في الوطن العربي يبث بالألوان لأول مرة في هذه الحفلة التي أحياها الجميري ومحمد عبده وجابر جاسم.
لما رجع القاهرة لقي شركات الإنتاج في الكويت والبحرين يتسابقون على أن يسجل لهم فسجل للشركة الكويتية «صوت وصورة الكويت» التي سبقت الشركة البحرينية «صوت وصورة البحرين» فلما أتى أحمد جمال صاحب شركة صوت وصورة للبحرين وقال له أنه سيسجل له في القاهرة كل سنة أو كل سنتين أو كل ثلاث سنوات لما تجهز عنده 5 أو 6 أغاني وسيعطيه مكافئة وسيقوم بتوزيعه في دول الخليج العربي فبدأ من ذلك الوقت يسجل أغاني في القاهرة بمساعدة هذه الشركة وبدأ في التسجيل كل سنة أغنية أو أغنيتين وجمعهم إلى أن يصير العدد الكافي لشريط فيصدر في شريط كامل أي كان كل سنتين أو ثلاث سنوات يصدر شريط.
في السبعينات كان الجميري يحضر حفلات غنائية وأعراس ولفت نظره غناء الفرق الشعبية لأغنية «هلا باللي لفاني يا هلا به» بأعجب بالأغنية فطلب تسجيلها على اعتبار أنها من أغاني التراث التي تغنى في الأعراس وعند تسجيلها لم يفهم الكلمات التي كتبت بها الأغنية. فطلب من عيسى بن راشد آل خليفة أن يكتب له أغنية مطلعها هلا باللي لفاني على أساس أنها من التراث ولم يتأخر عيسى بن راشد آل خليفة في كتابة الأغنية فسافر الجميري إلى القاهرة لتسجيلها وكان من عاداته ألا يسجل أغنية إلا بمساعدة (الإيقاعجية) الشعبيين لأن التسجيل في ذلك الوقت كان يتم مرة واحدة للأغنية مكتملة. فكان إبراهيم المسعد متواجدا في القاهرة هو واثنان من زملائه فزارهم الجميري في الشقة وأخبرهم بأنهم سيقومون بتسجيل الأغنية في اليوم التالي وبدأ في التدريب على أداء الأغنية وبدأ العزف وهم يضبطون الإيقاع معه واستغربوا أن الجميري يغني الأغنية بغير كلماتها التي عرفوها بها لأن الجميري كان يعنيها بكلمات عيسى بن راشد آل خليفة فسألوه عن السبب في عدم غنائها بكلماتها الأصلية أخبرهم أنه لا يعرف كلماتها الأصلية وهي بالنسبة له صعبة الفهم لأنها من التراث القديم وغير مفهوم. فضحكوا على كلامه ثم قالوا له أنها ليست من التراث القديم بل من ألحان وكلمات مطر عبد الله واستغرب الجميري ما سمعه وأضافوا أنه كتبها لصالح الفنانة الشعبية البحرينية شمة الخضارية. فقرروا أن يكلموا مطر في البحرين ويرسل لهم النص الأصلي للأغنية وثاني يوم الصبح الكلام الأصلي وصل وكان المفترض أن يكون التسجيل في العصر بسبب قرب انتهاء فترة حجز الاستوديو فذهبوا إلى الاستوديو وسجلوا الأغنية بكلمات مطر وألحانه وأرسلها إلى البحرين لأحمد جمال وكان في نية الجميري أن يتفق مع مطر بعد أن يعود إلى البحرين وعندما نزلت الأغنية في البحرين زعل مطر واستشاط من هذه الفعلة وبدأ يصرح في الصحافة «أن الجميري سرق أغنيتي، ونسبها لنفسه». وبعدها احتوى الجميري القضية وأعطى مطر حقه عن الأغنية ولكن بدأت قضية أخرى مع عيسى بن راشد آل خليفة وقال للجميري: «وماذا عن أغنيتي الآن؟» فرد عليه الجميري قائلا: «ما الذي نفعله؟ اكتشفنا أن الأغنية ليست من التراث وأن صاحبها موجود وهو مطر عبد الله فطلبناها منه وقدمناها كما تغني». كان يومها عيسى بن راشد آل خليفة معد ومقدم للبرامج التراثية والغنائية وكان يومها وكيلاً لوزارة الإعلام وكانت تقدم كل شهر سهرة على تلفزيون من تلفزيونات الخليج العربي فلما جاءت السهرة من البحرين قدمها عيسى بن راشد آل خليفة وكانت السهرة شعبية وقال عيسى بن راشد آل خليفة للجميري: «ستشترك أنت وشمة في هذه السهرة، تأتي شمة الخضارية وتغني الأبيات التي كتبها ولحنها مطر عبد الله وترد عليها بمقطع من الأغنية التي كتبتها» وبالتالي أدى الجميري وشمة دويتو لنفس الأغنية ولكن كلمات مشتركة بين عيسى بن راشد آل خليفة ومطر عبد الله واستلطف الناس الأغنية ونجحت.
في عام 1981 كتب غازي القصيبي قصيدة بمناسبة وضع حجر أساس جسر الملك فهد وهي قصيدة جسر المحبة حيث قام الجميري بتلحينها وغنائها وقد راعى في تلحينها الروابط اللحنية التراثية التي تربط بين تراث المملكة العربية السعودية الموسيقي ومملكة البحرين من حيث فن الدانات الحجازي وفن الصوت البحريني وإيقاعات الدوسري السعودي والعرضة النجدية وغناء الغواصين ومواويلهم وفن العاشوري البحريني.
وأضاف الفنان البحريني أحمد الجميري: لقد كنت فرحاً كثيراً عندما سمعت خبر إقامة هذا الجسر، بل وحصلت بيني وبينه علاقة وطيدة عندما
له عدة بحوث في فن الصوت شارك بها في مؤتمرات في الكويت والامارات.
مثل البحرين في مؤتمرات المجمع العربي للموسيقى ومؤتمر الموسيقى العربية الذي يقام منذ العام 1992.
عضو لجنة تحكيم مسابقة الأغنية التي يقيمها سنويا اتحاد إذاعات الدول العربية.
شارك الجميري في أغنية الحلم العربي لصالح القضية الفلسطينية كما شارك مع عدد من المطربين العرب في أغنية بكرا التي أشرف على إنتاجها الفنان العالمي كوينسي جونز لصالح تعليم أطفال العالم العربي الموسيقى والفنون التشكيلية والثقافة بالتعاون مع منظمة اليونسكو.
أشرف الجميري على إعادة توزيع وتسجيل السلام الوطني لمملكة البحرين مع أوركسترا لندن الفلهارمونيك، ولديه خبرة عالية في الفنون الشعبية لمملكة البحرين عامة وفن الصوت البحريني خاصة.
في 25 أبريل 2016 ذكر الجميري لقناة الراي أنه يعكف هذه الأيام على مشروع توثيق العديد من الأغاني القديمة والجديدة والشعبية التي قدمها على مدى مشواره الفني بهدف تقديمها بشكل جديد للجمهور من أجل أن تستفيد منها الأجيال الجديدة والقادمة.
في 21 مارس 2017 صرح الجميري عن سبب ابتعاده عن الغناء بأنه لا يوجد أحد يدعمه وليس هناك شركات إنتاج توفر له التسجيل والإنتاج والتسويق والدعاية. ولفت إلى أن شركات الإنتاج تبحث عن الربح في المقام الأول والشباب هم من يحققون لها ذلك وقال أن الشركات تحتكر الشباب وتكسب من ورائهم أما عنه فإنها تتحاشاه كونها لا تستطيع أن تفرض شروطها عليه وطالما أن لديها شبابا ينفذون ما تريده فلماذا تتورط في فنان مثله يفرض شروطه عليها.
في 23 يوليو 2018 انضم الجميري إلى قائمة من الفنانين العرب للمشاركة في أداء الأوبريت الوطني «شمس الحضارات» الذي صدر في 29 يوليو بمناسبة الذكرى التاسعة عشر لعيد العرش المغربي.
في 18 فبراير 2020 استضافت الأمسية التاسعة من برنامج شاعر المليون الذي تنتجه لجنة إدارة المهرجانات والبرامج الثقافية والتراثية في أبوظبي الجميري بموشحات أندلسية حيث تفاعل جمهور شاطئ الراحة مع الفقرة الغنائية.
في 14 فبراير 2022 أعلن الجميري عن إطلاق المشروع الوطني الخاص بتوثيق فنون الصوت والفجري البحرينية. وبين أن المشروع يشمل إنشاء مؤسسة تعليمية موسيقية وغرس الألوان الغنائية في الناشئة وإتاحة الفرصة للشباب في تأسيس فرق موسيقية. وبين أن المرحلة الأولى من المشروع تركز على تدوين جميع أغاني فن الصوت ومن ثم في المرحلة الثانية وضع مناهج دراسية خاصة بها وفي المرحلة الثالثة توثيق جميع المدونات.

## المسيرة المهنية
أسس فرقة البحرين للموسيقى التابعة لوزارة الاعلام. شغل منصب رئيس مجلس إدارة جمعية البحرين للموسيقى والفنون الشعبية من العام 1986 حتى العام 1991. شغل ما بين أعوام 2000 و2002 وظيفة القائم بأعمال مدير إدارة الثقافة والفنون. المنسق العام لمهرجان البحرين الغنائي حتى 2005. عمل مستشارا إعلاميا في وزارة الاعلام من 2003 إلى 2008.

## الجوائز والتكريمات
في العام 1998 كرمه رئيس وزراء البحرين خليفة بن سلمان بن حمد آل خليفة رحمه الله بمنحه جائزة الدولة التقديرية للعمل الوطني لجهوده المخلصة في خدمة وطنه وتميز فنه الأصيل.
منحه ملك البحرين حمد بن عيسى بن سلمان آل خليفة وسام الكفاءة من الدرجة الأولى في مهرجان الوفاء في العام 2002.